# Meraf Bahta
Meraf Bahta Ogbagaber (ur. 24 czerwca 1989) – szwedzka lekkoatletka specjalizująca się w biegach średnich i długich. Do 1 grudnia 2013 roku reprezentowała Erytreę.
W 2006 zajęła 5. miejsce w biegu na 1500 metrów podczas mistrzostw świata juniorów w Pekinie. Rok później, wraz z drużyną erytrejskich juniorek, sięgnęła po srebro mistrzostw świata w biegach przełajowych. Siódma (na 5000 metrów) oraz dziewiąta (na 1500 metrów) zawodniczka igrzysk afrykańskich w Algierze (2007). Po zmianie barw narodowych, zdobyła złoty medal w biegu na 5000 metrów podczas mistrzostw Europy w Zurychu oraz brąz mistrzostw Europy w biegach przełajowych. Srebrna medalistka mistrzostw Europy w 2016. W tym samym roku zajęła 6. miejsce na dystansie 1500 metrów podczas igrzysk olimpijskich w Rio de Janeiro, natomiast rok później uczestniczyła w halowych mistrzostwach Europy w Belgradzie, gdzie na tym samym dystansie zajęła 4. miejsce. Dziewiąta zawodniczka biegu na 1500 metrów podczas światowego czempionatu w Londynie w tym samym roku, w którym zajęła dziewiątą pozycję.
W 2018 roku została ukarana roczną dyskwalifikacją, przez co straciła m.in. brązowy medal czempionatu Starego Kontynentu.
Złota medalistka mistrzostw Szwecji oraz reprezentantka kraju na drużynowych mistrzostwach Europy i w meczach międzypaństwowych.

## Osiągnięcia
| Rok                    | Impreza                                   | Miejsce        | Konkurencja           | Lokata      | Wynik    |
| ---------------------- | ----------------------------------------- | -------------- | --------------------- | ----------- | -------- |
| Reprezentacja: Erytrea |                                           |                |                       |             |          |
| 2005                   | Mistrzostwa świata w biegach przełajowych | Saint-Étienne  | bieg juniorek         | 32. miejsce | 22:43    |
| 2006                   | Mistrzostwa świata w biegach przełajowych | Fukuoka        | bieg juniorek         | 12. miejsce | 20:22    |
| 2006                   | Mistrzostwa świata juniorów               | Pekin          | bieg na 1500 metrów   | 5. miejsce  | 4:16,01  |
| 2007                   | Mistrzostwa świata w biegach przełajowych | Mombasa        | bieg juniorek         | 6. miejsce  | 21,24    |
| 2007                   | Mistrzostwa świata w biegach przełajowych | Mombasa        | drużyna juniorek      | 2. miejsce  |          |
| 2007                   | Igrzyska afrykańskie                      | Algier         | bieg na 1500 metrów   | 9. miejsce  | 4:15,12  |
| 2007                   | Igrzyska afrykańskie                      | Algier         | bieg na 5000 metrów   | 7. miejsce  | 15:56,30 |
| 2008                   | Mistrzostwa świata w biegach przełajowych | Edynburg       | bieg seniorek         | 43. miejsce | 27:31    |
| Reprezentacja: Szwecja |                                           |                |                       |             |          |
| 2014                   | Superliga drużynowych mistrzostw Europy   | Brunszwik      | bieg na 5000 metrów   | 1. miejsce  | 15:36,36 |
| 2014                   | Mistrzostwa Europy                        | Zurych         | bieg na 5000 metrów   | 1. miejsce  | 15:31,39 |
| 2014                   | Puchar interkontynentalny                 | Marrakesz      | bieg na 3000 metrów   | 2. miejsce  | 8:58,48  |
| 2014                   | Mistrzostwa Europy w biegach przełajowych | Samokow        | bieg seniorek         | 3. miejsce  | 28:52    |
| 2016                   | Mistrzostwa Europy                        | Amsterdam      | bieg na 5000 metrów   | 2. miejsce  | 15:20,54 |
| 2016                   | Igrzyska olimpijskie                      | Rio de Janeiro | bieg na 1500 metrów   | 6. miejsce  | 4:12,59  |
| 2017                   | Halowe mistrzostwa Europy                 | Belgrad        | bieg na 1500 metrów   | 4. miejsce  | 4:07,90  |
| 2017                   | I liga drużynowych mistrzostw Europy      | Vaasa          | bieg na 1500 metrów   | 2. miejsce  | 4:14,51  |
| 2017                   | Mistrzostwa świata                        | Londyn         | bieg na 1500 metrów   | 9. miejsce  | 4:04,76  |
| 2017                   | Mistrzostwa Europy w biegach przełajowych | Šamorín        | bieg seniorek         | 2. miejsce  | 27:03    |
| 2018                   | Halowe mistrzostwa świata                 | Birmingham     | bieg na 1500 metrów   | 10. miejsce | 4:23,05  |
| 2018                   | Halowe mistrzostwa świata                 | Birmingham     | bieg na 3000 metrów   | 12. miejsce | 9:05,94  |
| 2018                   | Mistrzostwa Europy                        | Berlin         | bieg na 10 000 metrów | DSQ         | 32:19,34 |
| 2021                   | Halowe mistrzostwa Europy                 | Toruń          | bieg na 3000 metrów   | 4. miejsce  | 8:48,78  |
| 2021                   | Igrzyska olimpijskie                      | Tokio          | bieg na 10 000 metrów | 18. miejsce | 32:10,49 |
| 2021                   | Mistrzostwa Europy w biegach przełajowych | Dublin         | bieg seniorek         | 2. miejsce  | 26:44    |
| 2022                   | Halowe mistrzostwa świata                 | Belgrad        | bieg na 3000 m        | 17. miejsce | 8:58,68  |

## Rekordy życiowe
- bieg na 1500 metrów (stadion) – 4:00,49 (2017)
- bieg na 1500 metrów (hala) – 4:04,89 (2018)
- bieg na 3000 metrów (stadion) – 8:37,50 (2017) rekord Szwecji
- bieg na 3000 metrów (hala) – 8:42,46 (2018) rekord Szwecji
- bieg na 5000 metrów – 14:49,95 (2021) rekord Szwecji
- bieg na 5 kilometrów – 15:04 (2022) rekord Szwecji
- bieg na 10 000 metrów – 31:08,05 (2021) rekord Szwecji
- bieg na 10 kilometrów – 31:22 (2022) rekord Szwecji

Do zawodniczki należą także rekordy Erytrei w biegu na 1500 (4:05,11 w 2013) oraz 3000 metrów (8:58,55 w 2013).